# 樓璹
樓璹（1090年—1162年），字壽玉，一字國器，浙江鄞縣（今浙江寧波）人，宋代官員。

## 生平
樓之子，生於北宋元祐五年（1090年）。以父任得官，初為婺州（今浙江金華）幕僚。紹興三年（1133年）任潛縣（今浙江省杭州市臨安區潛鎮）縣令，深感農夫、蠶婦之辛苦，繪製《耕織圖詩》45幅。紹興五年（1135年），通判邵州。紹興二十五年（1155年），知揚州。累官至朝儀大夫。紹興二十六年，主管台州崇道觀。卒於紹興三十二年（1162年）。